# Laestadianizm

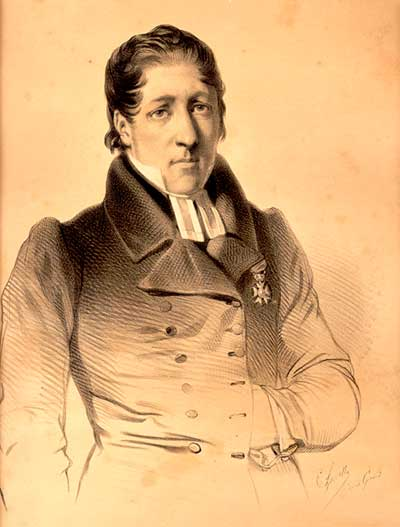
Lars Levi Laestadius (1800-1861)

Laestadianizm – religijny konserwatywny nurt odrodzeniowy z XIX w. w luteranizmie. Cechuje go silny wpływ pietyzmu i teologii braci morawskich.
Jest obecnie największym luterańskim ruchem odrodzeniowym w krajach nordyckich (Finlandia, Norwegia, Szwecja) oraz w Federacji Rosyjskiej, Kanadzie i USA. Mniejsze grupy istnieją w Afryce, Ameryce Południowej i Europie Środkowej; w wielu krajach świata prowadzona jest działalność misyjna. Ogólną liczbę wyznawców laestadianizmu ocenia się na 144 tys. do 219 tys. (z tego około 100 tys. w Finlandii).
Nazwa „laestadianie” nie jest używana przez wyznawców tego nurtu; nazywają oni siebie po prostu „chrześcijanami”.

## Historia
Nazwa wyznania pochodzi od nazwiska pastora i botanika Larsa Læstadiusa. W 1844, kiedy był duchownym Luterańskiego Kościoła Szwecji, spotkał Laponkę – Millę Clementsdotter z Föllinge (Jämtland). Należała ona do religijnego ruchu odrodzeniowego pod silnym wpływem pietyzmu oraz teologii braci morawskich. Opowiadała Laestadiusowi o swoich doświadczeniach duchowych i wkrótce doszedł on do wniosku, że wiara tej kobiety jest „prawdziwym i żywym chrześcijaństwem”. Uznał, że znajduje się w „stanie łaski” i otrzymał od Boga przebaczenie grzechów. Zaczął głosić natchnione kazania i wkrótce przyciągnął rzesze zwolenników; ten ruch religijny szybko dotarł do Norwegii i Finlandii.
Laestadianie uważają, że są bezpośrednimi następcami przedreformacyjnych proto-protestantów: waldensów i lollardów oraz pierwotnego Kościoła Chrześcijańskiego. Marcin Luter, Jan Hus, John Wycliffe i Piotr Waldo są uznawani za duchowych poprzedników laestadianizmu.
Wewnątrz ruchu powstały różnice doktrynalne, które jeszcze w XIX w. doprowadziły do podziału na 19 nurtów, z których 15 istnieje do dziś. Cztery główne nurty skupiają 90% laestadian::
- laestadianizm konserwatywny (Laestadiański Kościół Luterański)
- laestadianizm pierwotny (Staroapostolski Kościół Luterański w USA)
- Rauhan Sana (Słowo Pokoju), czyli Apostolski Luterański Kościół Ameryki w USA i Kanadzie
- Elämän Sana (Słowo Życia) działa w ramach Luterańskiego Kościoła Finlandii i dał mu trzech biskupów.

Pozostałe nurty są nieliczne i często nieaktywne.

## Doktryna
Wszystkie nurty laestadianizmu kładą nacisk na luterańską doktrynę „usprawiedliwienia przez wiarę” oraz rolę Łaski (Sola gratia). Odpuszczenie grzechów następuje „w imię Jezusa i Jego krwi”. Organizują doroczne zjazdy (konserwatyści w lecie, a „pierwotni” na Boże Narodzenie w Gällivare i Lahti).
Laestadianie są bezwarunkowymi abstynentami, potępiają „nowoczesne idee”, takie jak równouprawnienie, a współczesną technikę uważają za „bezużyteczną”. Unikają rozrywek (sportu, telewizji, kina i teatru). Starają się kontrolować siebie wzajemnie; ci, którzy nie przestrzegają zaleceń grupy są napominani i w ostateczności wykluczani.

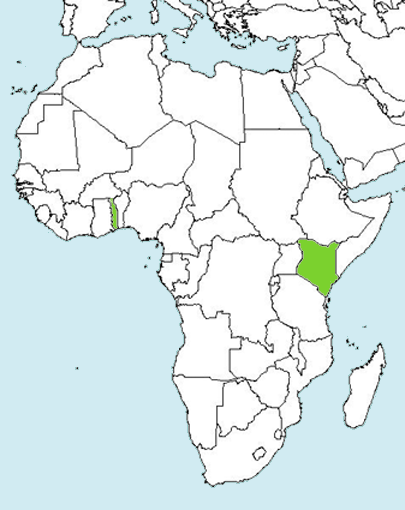
Laestadianizm (kolor zielony) w Afryce w 2007.
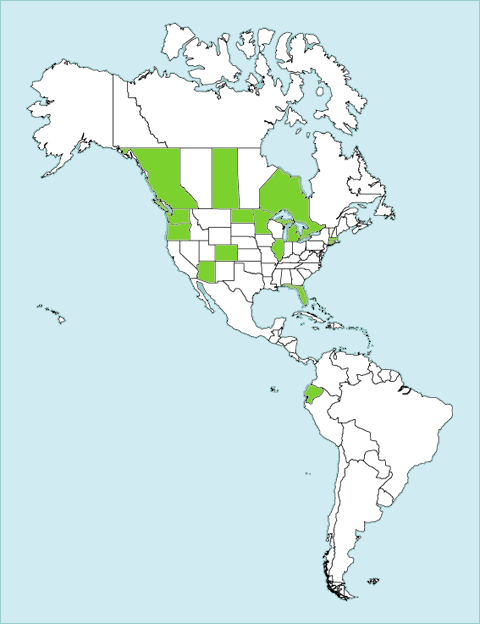
Laestadianizm (kolor zielony) w Ameryce Północnej w 2007.
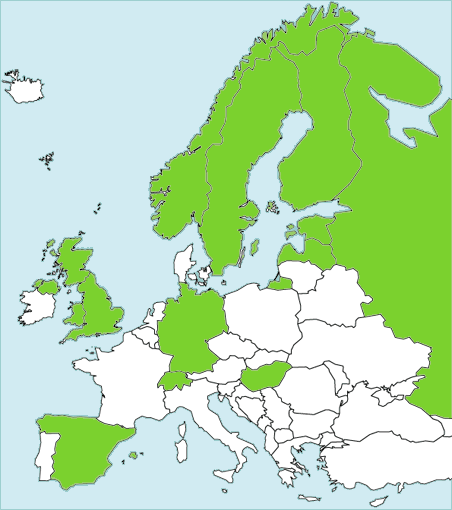
Laestadianizm (kolor zielony) w Europie w 2007.
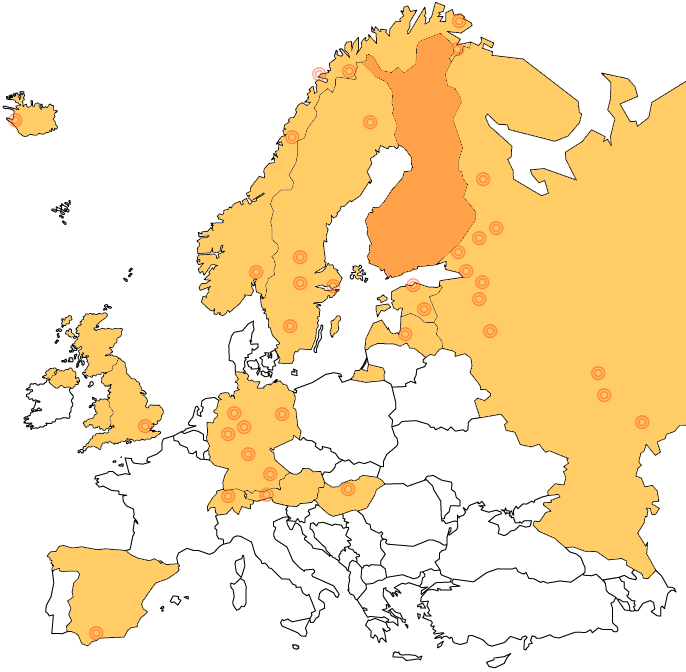
Wspólnoty laestadiańskie w krajach europejskich w 2006 r.